# Санта-Олалья-де-Буреба
Санта-Олалья-де-Буреба (ісп. Santa Olalla de Bureba) — муніципалітет в Іспанії, у складі автономної спільноти Кастилія-і-Леон, у провінції Бургос. Населення — 37 осіб (2010).
Муніципалітет розташований на відстані близько 230 км на північ від Мадрида, 25 км на північний схід від Бургоса.

## Демографія
Динаміка населення (INE ):